# Busca linear
Na área de informática, ou Ciência da Computação, costuma-se usar o termo busca linear (ou busca sequencial) para expressar um tipo de pesquisa em vetores ou listas de modo sequencial, i. e., elemento por elemento, de modo que a função do tempo em relação ao número de elementos é linear, ou seja, cresce proporcionalmente. Num vetor ordenado, essa não é a pesquisa mais eficiente, a pesquisa (ou busca) binária, por exemplo, é um tipo de pesquisa com o gráfico de tempo logarítmo.

## Análise de Complexidade
No melhor caso, o elemento a ser buscado é encontrado logo na primeira tentativa da busca. No pior caso, o elemento a ser buscado encontra-se na última posição e são feitas N comparações, sendo N o número total de elementos. No caso médio, o elemento é encontrado após (N+1)/2 comparações. O algoritmo de busca linear é um algoritmo O(n).

## Exemplos de Código

### Exemplo de código em C
```
/**

 * Retorna -1 caso não encontre ou a posição, caso encontre.

 */

 
int
 
procura
(
char
 
vetor
[],
 
int
 
tamanho
,
 
char
 
elementoProcurado
)
 
{

     
int
 
i
;

     
for
 
(
i
 
=
 
0
;
 
i
 
<
 
tamanho
;
 
i
++
)
 
{

         
if
 
(
vetor
[
i
]
 
==
 
elementoProcurado
)
 
{

             
return
 
i
;

         
}

     
}

     
return
 
-1
;

 
}

```

### Exemplo de código em Pascal
```
function
 
procura
(
vetor
 
:
array
 
[
1
..
10
]
 
of
 
integer
;
 
elementoProcurado
:
 
integer
 
)
:
 
Integer
;
 
{supondo que o vetor tem tamanho 10}

var

  
i
 
:
 
integer
;

  
retorno
:
 
integer
;

begin

     
retorno
 
:=
 
-
1
;

     
for
 
i
 
:=
 
1
 
to
 
10
 
do

     
begin

          
if
 
(
vetor
[
i
]
 
=
 
elementoProcurado
)
 
then

          
begin

               
retorno
 
:=
 
i
;
 
{retorna o índice do elemento procurado}

               
break
;

          
end
;

      
end
;

    
procura
 
:=
 
retorno
;

end
.

```

### Exemplo de código em Java
```
 
public
 
int
 
procura
(
Object
[]
 
vetor
,
 
Object
 
elementoProcurado
)
 
{

   
int
 
tamanhoVetor
 
=
 
vetor
.
length
;
 
/* o for, não precisa verificar o tamanho do vetor toda 

 vez que for comparar. */

     
for
 
(
int
 
i
 
=
 
0
;
 
i
 
<
 
tamanhoVetor
;
 
i
++
)

         
if
 
(
vetor
[
i
]
.
equals
(
elementoProcurado
))

             
return
 
i
;

     
return
 
-
1
;
 
// Não achou, retorna -1

 
}

```

### Exemplo de código em PHP
```
<?php

 
/**

  * Retorna -1 caso não encontre ou a posição

  * caso encontre.

  */

 
function
 
buscaSequencial
(
$elementoProcurado
,
 
array
 
$vetor
)
 
{

     
$tamanhoVetor
 
=
 
count
(
$vetor
);

     
for
 
(
$i
 
=
 
0
;
 
$i
 
<
 
$tamanhoVetor
;
 
$i
++
)
 
{

         
if
 
(
$vetor
[
$i
]
 
==
 
$elementoProcurado
)
 
{

             
return
 
$i
;

         
}

     
}

     
return
 
-
1
;

 
}

$a
 
=
 
array
(
1
,
 
2
,
 
3
,
 
4
,
 
5
,
 
6
);

print
 
"<br /> buscaSequencial(4, [1, 2, 3, 4, 5, 6]); return: "
;
 
var_dump
(
buscaSequencial
(
4
,
 
$a
));

print
 
"<br /> buscaSequencial(6, [1, 2, 3, 4, 5, 6]); return: "
;
 
var_dump
(
buscaSequencial
(
6
,
 
$a
));

print
 
"<br /> buscaSequencial(1, [1, 2, 3, 4, 5, 6]); return: "
;
 
var_dump
(
buscaSequencial
(
1
,
 
$a
));

print
 
"<br /> buscaSequencial(8, [1, 2, 3, 4, 5, 6]); return: "
;
 
var_dump
(
buscaSequencial
(
8
,
 
$a
));

?>

```

### Exemplo de código em Python
```
# Retorna None caso não encontre ou a posição, caso encontre.

def
 
procura
(
lista
,
 
elemento
):

    
assert
 
isinstance
(
lista
,
 
list
)

    
for
 
indice
 
in
 
range
(
len
(
lista
)):

        
if
 
lista
[
indice
]
 
==
 
elemento
:

            
return
 
indice

    
else
:

        
return
 
None

```

### Exemplo de código em JavaScript
```
function
 
buscaSequencial
 
(
dados
,
 
chave
)
 
{

    
for
 
(
var
 
i
 
=
 
0
;
 
i
 
<
 
dados
.
length
;
 
i
 
++
){

        
if
 
(
dados
[
i
]
 
===
 
chave
)
 
return
 
i
;

    
}

    
return
 
-
1
;

}

const
 
array
 
=
 
[
5
,
 
4
,
 
8
,
 
1
,
 
2
,
 
6
,
 
7
,
 
3
];

const
 
valorProcurado
 
=
 
6
;

const
 
resultado
 
=
 
buscaSequencial
(
array
,
 
valorProcurado
);

if
 
(
resultado
 
!==
 
-
1
)
 
{

    
console
.
log
(
`Valor 
${
valorProcurado
}
 encontrado na posição 
${
resultado
}
.`
);

}
 
else
 
{

    
console
.
log
(
`Valor 
${
valorProcurado
}
 não encontrado no vetor.`
);

}

```